# Freestyle ai IX Giochi asiatici invernali - Big Air femminile
La gara del big air femminile si è svolta il 12 febbraio 2025 al Yabuli Ski Resort di Harbin, in Cina.

## Risultati
| Pos | Atleta        | Run 1 | Run 2 | Run 3 | Totale |
| --- | ------------- | ----- | ----- | ----- | ------ |
| 1   | Liu Mengting  | 91.75 | 83.75 | DNI   | 175.50 |
| 2   | Han Linshan   | 83.00 | 79.75 | DNI   | 162.75 |
| 3   | Yang Ruyi     | 80.50 | 76.75 | 82.75 | 159.50 |
| 4   | Kiho Sugawara | 75.75 | 79.00 | DNI   | 154.75 |
| 5   | Kanon Kondo   | 68.00 | 66.75 | DNI   | 134.75 |
| 6   | Amihan Rabe   | 64.00 | 55.50 | DNI   | 119.50 |